# Като, Дэвид
Дэвид Като (англ. David Kato; 15 февраля 1964 — 26 января 2011) — учитель и ЛГБТ-активист, который считается одним из организаторов движения за права сексуальных меньшинств в Уганде. На общественных началах он работал в неправительственной организации Уганды, занимающейся защитой прав ЛГБТ-лиц в стране, где гомосексуальные отношения считаются преступлением. Дэвид был убит в начале 2011 года, вскоре после победы в судебном процессе против местного СМИ-издания, известного в прошлом своими гомофобными публикациями, которое на своих страницах разместило его имя и фотографию, призывая к расправе над гомосексуалами.

## Rolling Stone
Като был одним из ста человек, чьи имена и фотографии в октябре 2010 года были опубликованы угандийским таблоидом Rolling Stone, название которого не имеет никакого отношения к одноименной британской группе. На страницах издания в числе прочего были размещены призывы «вешать гомосексуалистов». Като с другими активистами обратился в суд, который 2 ноября 2010 года обязал журнал прекратить публикацию фотографий и адресов. Сразу после вынесения судебного решения главный редактор Rolling Stone заявил: 
«Я не читал предписание суда, война против геев должна продолжаться. Мы обязаны защитить наших детей от угрозы, исходящей от грязных гомосексуалистов»
 3 января 2011 года Суд Уганды вынес решение, согласно которому публикация списков и подстрекательство к насилию, а также угрозы в отношении Като и других истцов ущемляет их основные права и свободы и унижает человеческое достоинство, а также нарушает конституционное право на неприкосновенность частной жизни. Суд обязал издание выплатить Като и другим истцам полтора миллиона угандийских шиллингов каждому.

## Убийство
26 января 2011 года во время разговора по телефону в собственном доме Като подвергся нападению со стороны злоумышленника, который ударил его по голове молотком по крайней мере два раза, после чего Дэвид скончался по пути в больницу. Коллеги Като тут же рассказали об угрозах и преследовании ЛГБТ-активиста, которые имели место сразу после победы в суде и заявили, что сексуальная ориентация Дэвида и его приверженность делу борьбы за права сексуальных меньшинств стали причиной его убийства. Сразу после преступления Human Rights Watch и Amnesty International призвали к тщательному и беспристрастному расследованию этого дела, а также к защите ЛГБТ-активистов. Но угандийский министр по вопросам этики заявил, что «гомосексуалисты могут забыть о правах человека».

## Последствия
Убийца Като был арестован, признан виновным и 10 ноября 2011 года приговорён к тридцати годам лишения свободы.
Amnesty International и Human Rights Watch обратились к правительству Уганды с призывом защитить права других гомосексуалов.
Президент США Барак Обама, Государственный секретарь Хиллари Клинтон и Государственный департамент также осудили убийство и призвали власти страны расследовать преступление и решительно выступить против гомофобии и трансфобии.
«Я глубоко опечален известием о убийстве», — сказал Обама, «Дэвид проявил огромное мужество в борьбе с ненавистью. Он был сильным защитником справедливости и свободы».
Роуэн Уильямс, архиепископ Кентерберийский, выступил от имени Англиканской церкви: 
«Такое насилие последовательно осуждено Англиканской церковью по всему миру. Это событие делает все более актуальной для Правительства Британии проблему защиты ЛГБТ-лиц, которые ищут убежища в Великобритании. В этот момент необходимо принять очень серьёзные шаги по обеспечению безопасности мужчин и женщин, принадлежащих к сексуальным меньшинствам».